# Repentance (film, 2013)
Pour plus de détails, voir Fiche technique et Distribution.
Repentance est un film américain, sorti en 2013.

## Fiche technique
- Titre : Repentance
- Réalisation : Philippe Caland
- Scénario : Philippe Caland et Shintaro Shimosawa
- Musique : Mark Kilian
- Pays d'origine : États-Unis
- Genre : drame
- Date de sortie : 2013

## Distribution
- Forest Whitaker : Angel Sanchez
- Anthony Mackie : Tommy Carter
- Mike Epps : Ben Carter
- Sanaa Lathan : Maggie Carter
- Nicole Ari Parker : Sophie Sanchez
- Peter Weller : Meyer